# Курсел Сапикур
Курсел Сапикур (фр. Courcelles-Sapicourt) насеље је и општина у североисточној Француској у региону Шампањ-Арден, у департману Марна која припада префектури Ремс.
По подацима из 2011. године у општини је живело 357 становника, а густина насељености је износила 92,49 становника/km². Општина се простире на површини од 3,86 km². Налази се на средњој надморској висини од 95 метара.

## Демографија
| 1962. | 1968. | 1975. | 1982. | 1990. | 1999. | 2011. |
| ----- | ----- | ----- | ----- | ----- | ----- | ----- |
| 81    | 127   | 122   | 160   | 182   | 187   | 357   |

График промене броја становника у току последњих година